# Hyperlophus translucidus
Hyperlophus translucidus är en fiskart som beskrevs av Mcculloch, 1917. Hyperlophus translucidus ingår i släktet Hyperlophus och familjen sillfiskar. Inga underarter finns listade i Catalogue of Life.